# Tiroteo de Fredericton de 2018
El tiroteo de Fredericton fue un tiroteo masivo que ocurrió en Fredericton, Nuevo Brunswick, Canadá, en la mañana del 10 de agosto de 2018, que mató a cuatro personas, incluidos dos oficiales de policía.
El 10 de agosto de 2018, alrededor de las 7:00 a. m., varios testigos informaron que se dispararon docenas de disparos en Brookside Drive entre Main Street y Ring Road en un barrio residencial en el lado norte de la ciudad de Fredericton. El área fue cerrada por la Policía de Fredericton, quien les dijo a los residentes que se quedaran en sus casas. A las 8:17, la policía dijo que estaba investigando un tiroteo con múltiples víctimas y le pidió a la gente que evitara el área. Según los informes, los dos oficiales fallecidos fueron los primeros en responder a la escena, y las dos víctimas civiles ya estaban en el lugar cuando los agentes respondieron.
Alrededor de las 9:00, un edificio de apartamentos ubicado en 237 Brookside Drive fue evacuado. Un residente del edificio dijo a los periodistas que se despertó con disparos alrededor de las 8:30, miró por la ventana y vio tres cuerpos. Los oficiales declararon alrededor de las 9:30, ingresaron en un departamento y arrestaron al sospechoso. Alrededor de las 11:00, la policía local dijo que no había más amenazas para el público y se cerró el cierre. La policía dijo que el área sería contenida para el "futuro previsible» debido a la investigación en curso.

## Autor
La policía dijo que disparó y arrestó a un sospechoso, Matthew Vincent Raymond de 48 años, quien sufrió heridas graves. Raymond fue acusado de cuatro cargos de asesinato en primer grado.

## Investigación
El destacamento del Distrito Oeste de la Real División de Delitos Mayores de la Policía Montada del Canadá (RCMP) y la Policía de Fredericton estaban llevando a cabo una investigación sobre el tiroteo. La policía pidió a los periodistas en la escena que transmitan cualquier información pertinente a los investigadores. Inmediatamente después, la policía dijo que estaban «en las primeras etapas de un evento muy significativo». Un portavoz del Ministro de Seguridad Pública y Preparación para Emergencias, Ralph Goodale, dijo que era una «situación en desarrollo» y fue «prematuro para determinar si hay implicaciones de seguridad nacional».
La policía de Fredericton ha pedido que cualquier documentación civil del incidente se presente para fines de investigación. Se dice que el pistolero disparó contra personas desde una posición elevada usando una pistola larga.